# Château de Saint-Jean-du-Marché
Le château de Saint-Jean est un château en ruine de la commune de La Neuveville-devant-Lépanges dans le département des Vosges en région Grand Est.

## Situation
Le château est situé sur le mont Saint-Jean, un éperon rocheux à 597 m d'altitude, dominant au nord le village de Saint-Jean-du-Marché et au sud-ouest celui de Faucompierre. 
Il se trouve aujourd'hui sur la commune de La Neuveville-devant-Lépanges depuis que le village de Saint-Jean-du-Marché s'est associé à elle en 1973.

## Histoire
Il est construit au XIIIe siècle par les sires de Parroy, puis est acquis par les seigneurs de Toullon.
Détruit par les troupes franco-suédoise lors de la guerre de Trente Ans au milieu du XVIIe siècle, il présente aujourd'hui de belles ruines qui laissent apparaître un donjon, des tours, des remparts, une porte fortifiée et une chapelle.